# Hoge Vaart
De Hoge Vaart is een kanaal in Flevoland, tussen het Ketelmeer en het Markermeer bij Almere.
De Hoge Vaart doorkruist de hele Flevopolder en heeft nog een afsplitsing, de Hoge Dwarsvaart, die uitkomt in het Veluwemeer. De Larservaart verbindt de Hoge Vaart met de Lage Vaart.
De Hoge Vaart begint bij Almere bij het gemaal De Blocq van Kuffeler en gaat vervolgens dwars door de gehele stad, langs het centrum en door de wijken Tussen de Vaarten Noord en Zuid, onder de A6, tussen Almere Haven en Almere Hout door, vervolgens ook onder de A27 (bij afslag 36 - Almere Overgooi) en buigt dan af om richting het Horsterwold bij Zeewolde te gaan. De Hoge Vaart gaat niet door Zeewolde heen, maar gaat er langs, richting het Harderbos waar de Hoge Dwarsvaart uitkomt in het Veluwemeer bij Harderwijk en de buurtschap Harderhaven. Vervolgens komt het kanaal bij het Biddingbos en Biddinghuizen. Hierna gaat het door weilanden richting de Lage Vaart, waarna ze uitkomen op het Ketelmeer.
In Almere ligt aan de oostkant van de Hoge Vaart het Landgoed Hagevoort.